# آن موریش
آن موریش (انگلیسی: Ann Morrish؛ زادهٔ ۱۵ ژوئن ۱۹۲۸) بازیگر اهل بریتانیا است.
از فیلم‌ها یا مجموعه‌های تلویزیونی که وی در آن‌ها نقش داشته‌است، می‌توان به آدمکشان میدسامر، شاهد خاموش و پوآرو اشاره نمود.